# Енрік Дюран
Енрік Дюран Гіралт (народився 23 квітня 1976 у Біланоба-і-ла-Жалтру, Іспанія) також відомий як Robin Banks чи the Robin Hood of the Banks як активіст Catalan anticapitalist та як член-засновник Catalan Integral Cooperative (CIC - Cooperativa Integral Catalana) та Faircoop.
17 вересня 2008 року він публічно оголосив, що він "пограбував" десятки іспанських банків майже на півмільйона євро в рамках політичної акції з метою викрити те, що він називав "хижацьким капіталістичним ладом".
З 2006 по 2008 рр. Компанія Duran вилучила 68 комерційних та особистих кредитів із загальної кількості 39 банків, які не мали жодних гарантій чи майна до застави. Він не мав наміру погасити борги, і використовував ці гроші для фінансування різних антикапіталістичних рухів. У 2008 році Дюран випустив онлайн-статтю "Я "пограбував" 492 тисяч євро у тих, хто з нас найбільше знущається, щоб їх засудити та створювати альтернативи для суспільства" (перекладений), а також онлайн-відео,  яке пояснює, що він зробив і що він виїхав з країни, щоб подивитися реакцію та розглянути наступні кроки. Це також було опубліковано в безкоштовному журналі Crisis, каталонською мовою, з яких 200 000 примірників були надруковані та розповсюджені добровольцями по всій Каталонії. Друга газета, We can! Live Without Capitalism була поширена 17 березня 2009 року, а третя - We want! 17 вересня 2009 р.

## Причини дій
Дюран заявив, що він намагається створити дебати про фінансову систему та поточну капіталістичну систему, поширювати проти нього дії протесту та фінансувати соціальні рухи, які прагнуть створити альтернативи. Дюран назвав те, що він зробив актом "фінансової громадянської непокори", і заявив, що готовий йти до в'язниці за свої дії.

## Відповідь влади
У 2009 році Дюран повернувся до Іспанії та був арештований Іспанською міліцією 17 березня 2009 року в Барселонському університеті, оскільки проти нього звинувачували шість із зацікавлених банків. Він провів два місяці у в'язниці, перш ніж звільнити під заставу у розмірі 50 000 євро.
На першу річницю оголошення про його "грабіж" 17 вересня 2009 року в більш ніж 100 містах планувалось провести акцію, в ході якої люди зустрічалися як в Іспанії, так і за кордоном, щоб поділитися альтернативою капіталізму.
In November 2011, a presentation was made to a civil judge requesting the annulment of his contract with Banco Bilbao Vizcaya Argentaria. On November 25, 2011, the state prosecutor requested that the judiciary pass down an 8-year prison sentence for Duran, for the crimes of presenting false documents (in securing his loans) and continued insolvency.  The defence attorney based his case on the fact that imprisonment for unpaid debts has been abolished in Spain.  Duran himself responded by maintaining that "I do not think that the judiciary is entitled to judge" (translated from Catalan). He questioned the state's lack of response to the financial speculators who inflicted great suffering on much of the European population, and to the September 2011 changes to the Spanish constitution which made the repayment of debts the absolute priority of the country.  He also claimed that his actions were an act of social justice - an attempt to redress in some small way the injustices perpetrated by those in power.
Дюран цитував помилування, надане виконавчим директором Banco Santander,  Alfredo Sáenz Abad в листопаді 2011 року як приклад упередженості судової влади до потужного та добре пов'язаного, і стверджував, що "коли уряд порушує права народу, повстання є найбільш священним з прав і найголовнішим з наших обов'язків "(перекладено з каталонської мови). Він закликав своїх прихильників не витрачати час на агітацію за його виправдання або звільнення, а скоріше слідкувати за його діями громадянської непокори по відношенню до самих банків. У березні 2012 року він випустив відео, що пояснювало його правову ситуацію та продовжував заохочувати інших до громадянської непокори.

## Життя в перехованні
На початку 12 лютого 2013 року Дюран вирішив покинути країну, а не провести судовий розгляд у Іспанії. "Я не бачу легітимності у судоустрої, заснованій на авторитеті, тому я не визнаю її повноважень". Адвокат з обвинуваченнями та 16 банківських установ вимагали 8-річного тюремного ув'язнення.
З цього часу він ховався. Кампанія під хештегом #ReturnWithFreedom була започаткована для того, щоб дозволити Дюрану повернутися до Каталонії.

## Попередня активність
Дюран був залучений до кампанії "За скасування боргу" (1999/2000 рр.), "Глобального руху опору" (2000/2002) "Кампанія проти Світового банку" (2001 р.) Та "Кампанія проти Європи капіталу" "(2002).

## Каталонський інтегральний кооператив
У квітні 2010 року Дюран почав просувати Каталонську Інтегральну Кооперацію як практичний приклад ідеалів, докладно описаних у We can! Live Without Capitalism. У 2011 році кооператив взяв на себе відповідальність за колишній промисловий комплекс, з метою перетворення його в центр екологічної діяльності.

## FairCoop
У квітні 2014 року Дюран почав розробляти ідею, яка повинна була стати Faircoop - відкритим глобальним кооперативом. Вона заявила, що цілі "сприятимуть переходу до нового світу шляхом максимального зменшення економічної та соціальної нерівності серед людей, і в той же час поступово сприятимуть створенню нового глобального багатства, доступного для всього людства як загального".
Faircoin був вибраний як криптовалюта, на основі якої можна було б розпочати свої дії з перерозподілу ресурсів та побудувати нову глобальну економічну систему.

## Додаткові посилання
- Member of the FairCoop Council [Архівовано 8 березня 2018 у Wayback Machine.]
- Enric Duran's blog (in [Архівовано 11 червня 2020 у Wayback Machine.] English)
- Catalan Integrated Cooperative (in English) [Архівовано 26 серпня 2013 у Wayback Machine.]
- Profile of Enric Duran in VICE magazine [Архівовано 2 серпня 2015 у Wayback Machine.] by Nathan Schneider
- 2008 video of Enric Duran explaining his recently committed action of financial civil disobedience
- 2011 video about the Catalan Integrated Cooperative project, featuring Enric Duran [Архівовано 25 жовтня 2019 у Wayback Machine.]
- 2012 video of Enric Duran explaining his legal situation and encouraging further financial civil disobedience [Архівовано 16 червня 2012 у Wayback Machine.]
- €500,000 scam of a Spanish Robin Hood [Архівовано 9 листопада 2020 у Wayback Machine.] from Guardian newspaper, September 19, 2008
- Spanish man swindles banks to fund anti-globalization magazine from AFP – September 17, 2008
- Disobeying the Banks: An Interview with Enric Duran
- English translation of the "Right of Rebellion" manifesto promoted by Duran
- Enric Duran's blog (in [Архівовано 25 січня 2021 у Wayback Machine.] Catalan)